# Dún Ailinne

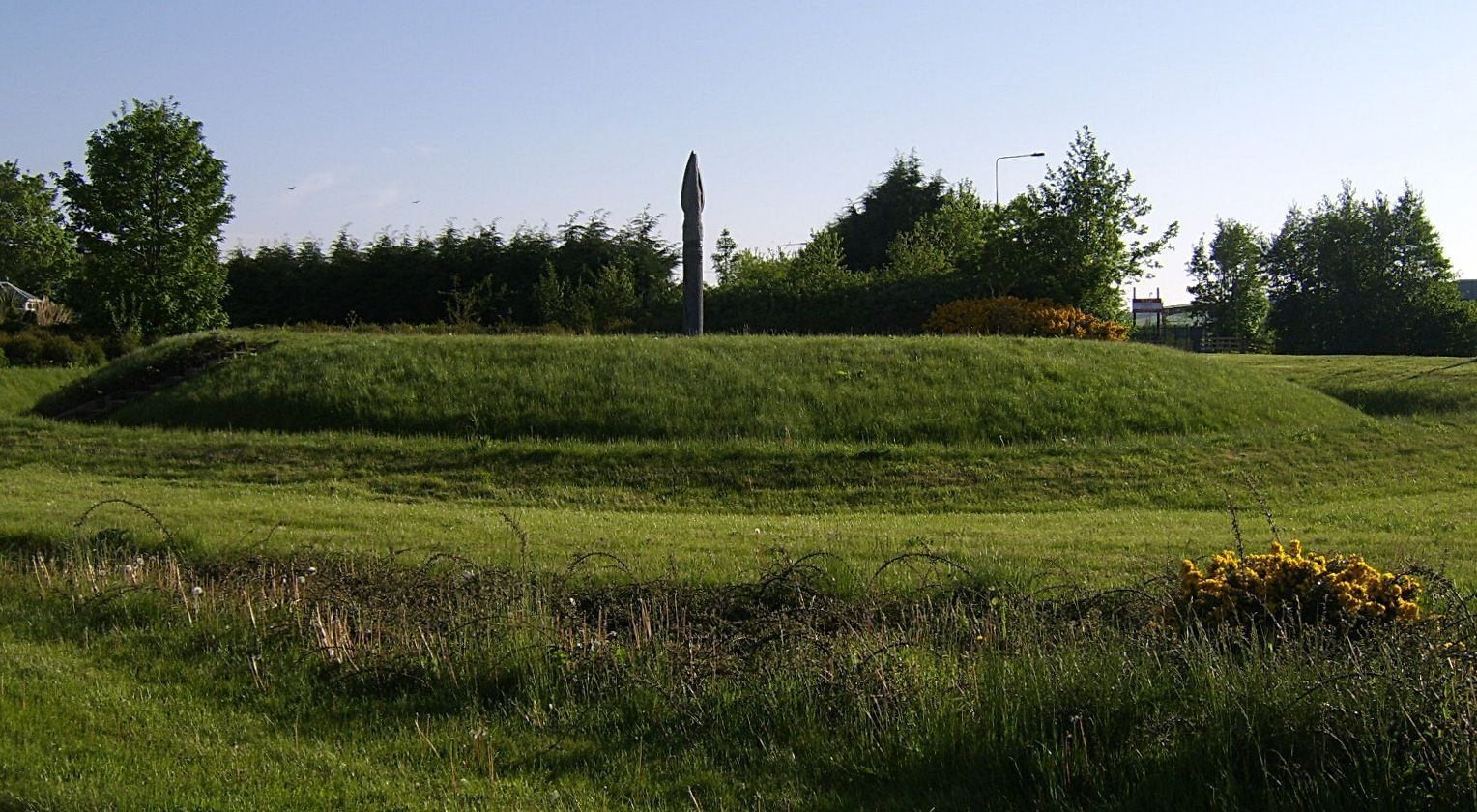
Dún Ailinne

Dún Ailinne – starożytna warownia wznosząca się na wzgórzu Knockaulin w hrabstwie Kildare w Irlandii, dawna ceremonialna stolica królów Leinsteru.
Wzgórze zostało zidentyfikowane jako znane ze źródeł Dún Ailinne przez Johna O’Donovana (1806–1861). W latach 1968–1975 na stanowisku przeprowadzono prace archeologiczne. Miejsce to było użytkowane już w okresie neolitu, o czym świadczą znaleziska w postaci ceramiki i wyrobów krzemiennych. Kolejna faza zasiedlenia przypada na epokę brązu. Apogeum rozwoju przypada jednak na epokę żelaza, kiedy to Irlandia została zasiedlona przez Celtów. Na szczycie wzgórza wzniesiono wówczas obwałowanie o charakterze kultowym, zamykające obszar o powierzchni 16 hektarów. 
Sekwencja rozwojowa obiektu datowana jest na okres od III wieku p.n.e. do II wieku n.e. W jego centrum znajdowała się drewniana konstrukcja, powstająca w trzech etapach. W pierwszym etapie wzniesiono palisadę o średnicy 22 m, zastąpioną w etapie drugim przez złożoną drewnianą konstrukcję na planie koła, w obrębie której pionowe słupy tworzyły koncentryczne kręgi. Przylegała do niej mniejsza konstrukcja, również na planie koła, zaś rozchodząca się na boki palisada tworzyła rodzaj długiego, lejkowatego wejścia. Na trzecim etapie koncentryczne linie palisady, o średnicy 42 m, otaczały wzniesiony z drewna kolisty budynek o średnicy 5 i wysokości 9 m, otoczony słupami z bali o wysokości 3–4 metrów.
W 2010 roku pięć siedzib królewskich, w tym Dún Ailinne, zostało wpisanych na irlandzką listę informacyjną UNESCO – listę obiektów, które Irlandia zamierza rozpatrzyć do zgłoszenia do wpisu na listę światowego dziedzictwa UNESCO.